# Brachyona
Brachyona là một chi bướm đêm thuộc họ Erebidae.

## Các loài
- Brachyona xylodesma Hampson, 1926